# گنل سانوسیان
گنل سانوسیان (ارمنی: Գնել Սանոսյան؛ زادهٔ اکتبر ۱۹۸۳) یک سیاستمدار اهل ارمنستان است که از تاریخ ۲ اوت ۲۰۲۱ در دولت سوم نیکول پاشینیان سمت وزارت مدیریت قلمرویی و وضعیت‌های اضطراری ارمنستان را برعهده دارد. وی پیش‌تر از تاریخ ۱ ژوئن ۲۰۱۸ تا اوت ۲۰۲۱ سمت استانداری استان گغارکونیک را عهده‌دار بود.

## زندگی‌نامه
در اکتبر ۱۹۸۳ در تساکار به دنیا آمد و از دانشگاه دولتی ایروان فارغ‌التحصیل گشت. 